# Spoorlijn Holbæk - Nykøbing Sjælland
De spoorlijn Holbæk - Nykøbing Sjælland (Deens: Odsherredsbanen) is een private spoorlijn in Seeland in Denemarken.

## Geschiedenis
De spoorlijn werd van 1899 tot 2003 geëxploiteerd door de Odsherreds Jernbane. Deze liet ook doorgaande rijtuigen rijden van Nykøbing Sj. naar Kopenhagen en omgekeerd, die tussen Holbæk en København H, later Østerport, als koerswagen waren opgenomen in treinen van de lijn Kalundborg - Kopenhagen van de DSB.

## Huidige toestand
In 2003 fuseerde de Odsherreds Jernbane met de Høng-Tølløse Jernbane tot de Vestsjællands Lokalbaner. Sinds 2009 wordt de treindienst uitgevoerd door de Regionstog.

## Aansluitingen

### Holbæk
- Spoorlijn Roskilde - Kalundborg (Nordvestbanen)

### Hørve
- Spoorlijn Hørve - Værslev